# Lepnica

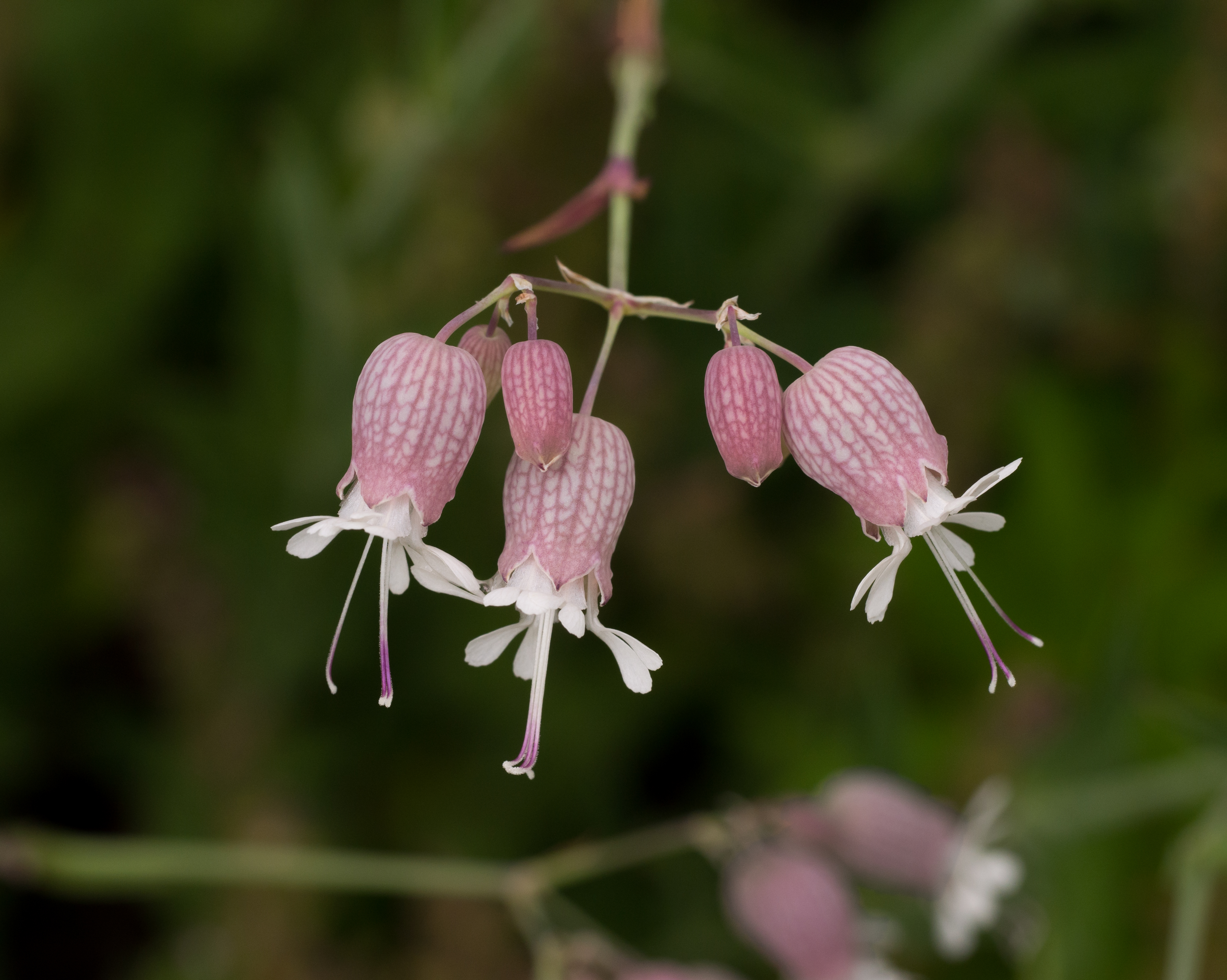
Lepnica rozdęta

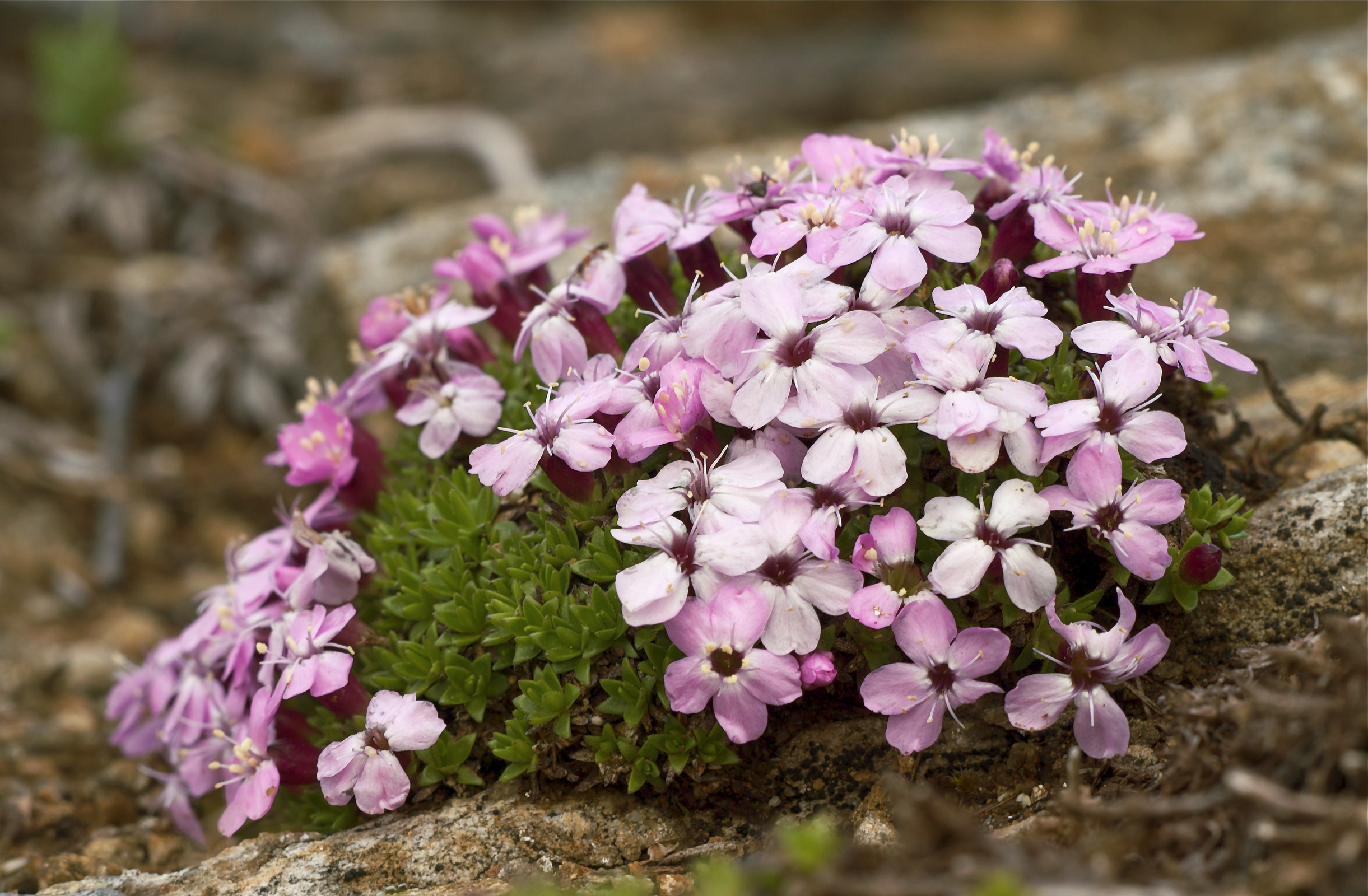
Lepnica bezłodygowa

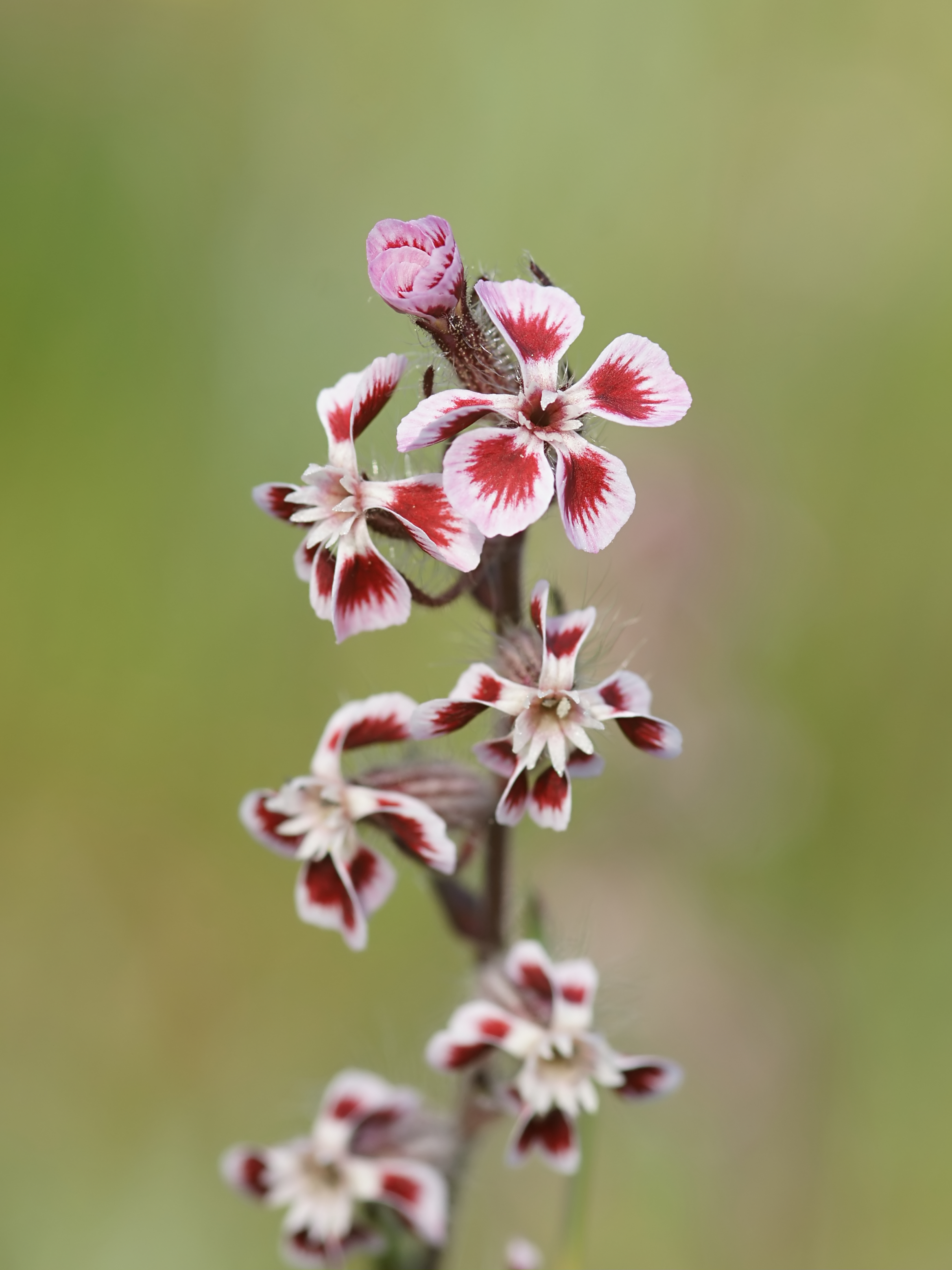
Lepnica francuska

Lepnica (Silene L.) – rodzaj roślin z rodziny goździkowatych (Caryophyllaceae). Obejmuje ponad 850 gatunków. Przedstawiciele rodzaju występują w strefach umiarkowanych na obu półkulach, na północy w strefie podbiegunowej oraz na obszarach górskich w strefie międzyzwrotnikowej. Zajmują bardzo zróżnicowane siedliska, przy czym większość gatunków rośnie w miejscach suchych, na terenach skalistych lub piaszczystych, cechujących się stosunkowo niewielką konkurencją międzygatunkową.

## Rozmieszczenie geograficzne

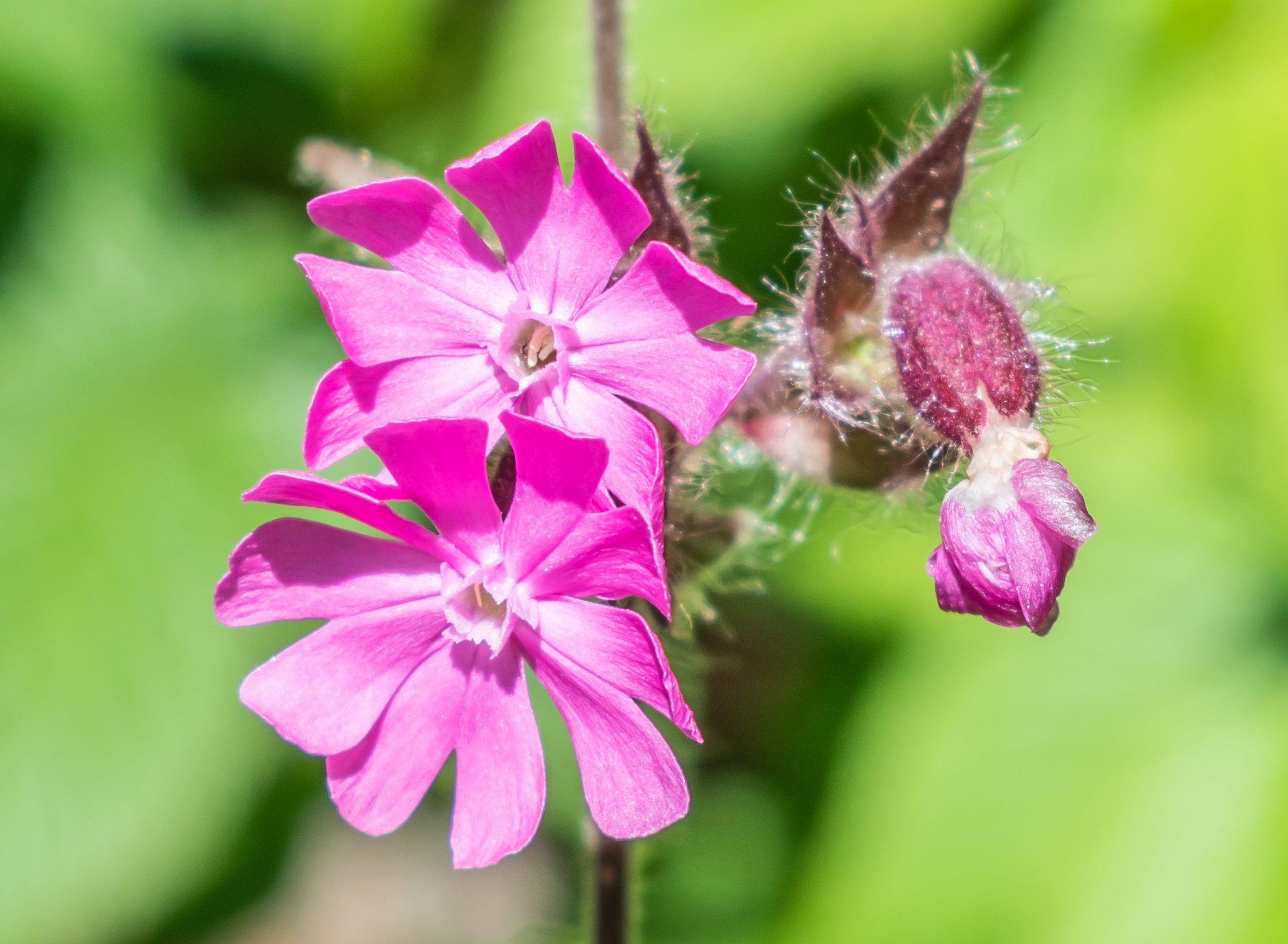
Lepnica czerwona

Zasięg rodzaju obejmuje wszystkie kontynenty z wyjątkiem Antarktydy i Australii. Brak jego przedstawicieli lub występują tylko jako rośliny introdukowane we wschodniej Ameryce Południowej i znacznej części Ameryki Środkowej, na nizinnych obszarach Afryki równikowej na Madagaskarze oraz w Archipelagu Malajskim. Większość gatunków rośnie na półkuli północnej. Obszary największego zróżnicowania rodzaju to strefa śródziemnomorska (zwłaszcza południowe Bałkany – w Grecji rośnie 119 gatunków lepnic) i zachodnia Azja, następnie Azja Środkowa.
Gatunki flory Polski
Pierwsza nazwa naukowa według listy krajowej, druga – obowiązująca według bazy taksonomicznej Plants of the World online (jeśli jest inna)
- lepnica bezłodygowa Silene acaulis (L.) Jacq.
- lepnica drobnokwiatowa Silene borysthenica (Gruner) Walters
- lepnica dwudzielna Silene dichotoma Ehrh. – antropofit zadomowiony
- lepnica francuska Silene gallica L. – antropofit zadomowiony
- lepnica gajowa Silene nemoralis Waldst. & Kit.
- lepnica kapustowata Silene csereii Baumg. – efemerofit
- lepnica karpacka, l. wschodniokarpacka Silene dubia Herbich ≡ Silene nutans subsp. dubia (Herbich) Zapal.
- lepnica lepka Silene viscosa (L.) Pers. – efemerofit
- lepnica litewska Silene lithuanica C.C. Gmel. ≡ Atocion armeria (L.) Raf.
- lepnica lnowa Silene linicola C.C. Gmel. – efemerofit
- lepnica rozdęta Silene vulgaris (Moench) Garcke
- lepnica smukła Silene conica L. – antropofit zadomowiony
- lepnica stożkowata Silene conoidea L. – efemerofit
- lepnica szorstkokwiatowa Silene scabriflora Brot. – efemerofit
- lepnica tatarska Silene tatarica (L.) Pers.
- lepnica trójnerwowa Silene trinervia Sebast. & Mauri ≡ Silene gallinyi Heuff. ex Rchb. – efemerofit
- lepnica wąskopłatkowa Silene otites (L.) Wibel
- lepnica zielonawa Silene chlorantha (Willd.) Ehrh.
- lepnica zwisła Silene nutans L.

Gatunki zaliczane współcześnie do rodzaju lepnica Silene, które na liście roślin Polski zaliczone są do rodzajów zgodnie z ich klasyfikacją z XX wieku:
- firletka poszarpana Lychnis flos-cuculi L. ≡ Silene flos-cuculi (L.) Greuter & Burdet
- lepnica biała, bniec biały Melandrium album (Mill.) Garcke ≡ Silene latifolia Poir.
- lepnica czerwona, bniec czerwony Melandrium rubrum (Weigel) Garcke ≡ Silene dioica (L.) Clairv.
- lepnica nocna, bniec dwudzielny Melandrium noctiflorum (L.) Fr. ≡ Silene noctiflora L.
- wyżpin jagodowy Cucubalus baccifer L. ≡ Silene baccifera (L.) Roth

## Morfologia
PokrójRośliny zielne (jednoroczne i byliny), rzadziej półkrzewy. O pędach wzniesionych lub ścielących się u nasady, często kępowe i poduszkowe. Łodygi pojedyncze lub rozgałęzione, obłe na przekroju, rzadziej lekko kanciaste. Korzeń palowy, często tęgi, czasem rośliny z kłączem i rozłogami.
LiścieNaprzeciwległe, rzadko okółkowe, ogonkowe (zwykle odziomkowe) i siedzące (łodygowe). Blaszka pojedyncza, całobrzega, 1–5-żyłkowa, równowąska do jajowatej lub łopatkowatej, tępo lub ostro zakończona.
KwiatyZebrane zwykle w szczytowe (rzadziej w wyrastające z nasad liści) kwiatostany wierzchotkowe, luźne lub gęste, rozgałęzione lub nie, często też kwiaty nieliczne lub pojedyncze. Kwiaty zwykle są owłosione lub ogruczolone, czasem lepko. Często wsparte są parami przysadek liściowatych lub błoniastych. Kwiaty wyrastają na szypułkach, zwykle wzniesionych, lub są siedzące. Kielich jest zrosłodziałkowy, o długości od kilku mm do 4 cm, walcowaty, jajowaty, maczugowaty, urnowaty, często dęty, z 10–30 żyłkami wiązek przewodzących, zielony, białawy lub fioletowo nabiegły. Ząbki na końcach rurki zwykle są od niej krótsze, szerokojajowate do równowąskich, często białawe lub błoniaste na brzegu. Płatki korony w liczbie 5, są białe, różowe, czerwone lub dwubarwne, zwykle z wyraźnie odgraniczonym paznokciem, całobrzegie, wycięte lub wcinane, w tym frędzlowato. Kwiaty są obupłciowe, ale bywają też jednopłciowe. Pręcików zwykle jest 10, rzadziej mniej. Zalążnia jest jedno, trój- do pięciokomorowa. Szyjki słupka są nitkowate, w liczbie 3 lub 5.
OwoceEliptyczne lub kulistawe torebki, często na karpoforze, otwierające się 6 lub 10, rzadziej 5 ząbkami, czasem 3 klapami. Nasiona drobne, liczne (od kilkunastu do wieluset), nerkowate do kulistych, czerwonawe do czarnych, z urzeźbioną łupiną, czasem z powiększonymi i rozdętymi brodawkami lub skrzydełkiem.

## Systematyka

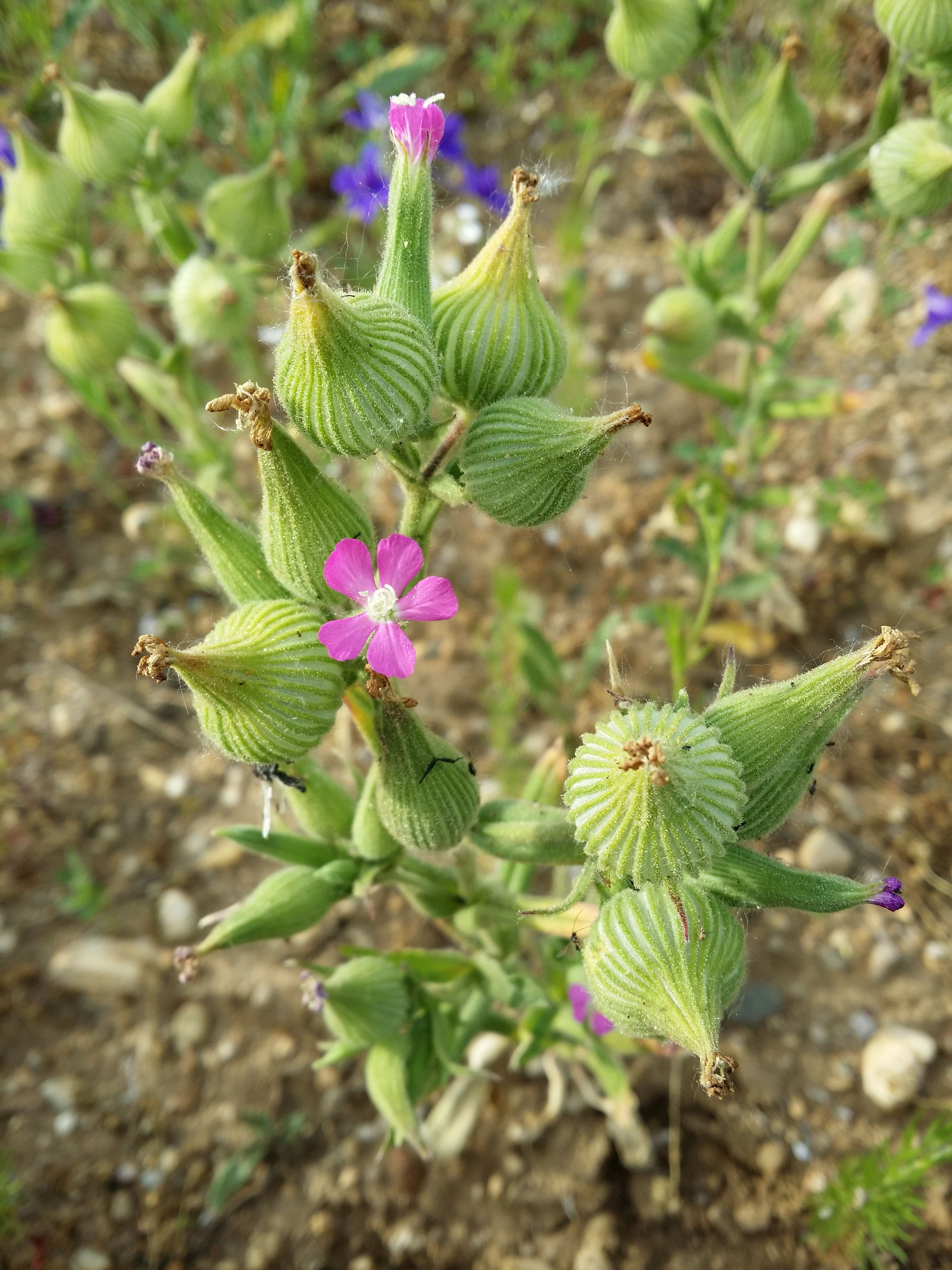
Silene conoidea

Rodzaj z rodziny goździkowatych (Caryophyllaceae). W obrębie goździkowatych należy do podrodziny Caryophylloideae plemienia Sileneae.
Karol Linneusz opisując rodzaj w 1753 zaliczył do niego 27 gatunków i zaliczył jako jeden z 10 do grupy charakteryzującej się obecnością 10 pręcików i słupka powstającego z trzech owocolistków. Liczba gatunków odkrywanych i zaliczanych do rodzaju szybko rosła – w 1824 było ich już 217. W zależności od przyjmowanych kryteriów morfologicznych uznawanych za podstawowe dla podziału rodzaju, dzielony był on na różną liczbę podrodzajów i sekcji. Zastosowanie metod molekularnych dla określania pokrewieństwa od końca XX wieku zaczęło ujawniać sztuczny charakter klasyfikacji opartych na cechach morfologicznych – z powodu homoplazji łączono rośliny podobne, ale nie spokrewnione, lub sztucznie wyodrębniano inne. Na przełomie XX i XXI wieku na nowo odkrywane relacje filogenetyczne w obrębie plemienia Sileneae skutkowały rozmaitymi ujęciami rodzajów – od dwóch (Silene i Agrostemma) poprzez 8, do 23 rodzajów wyróżnionych w samej tylko Europie Wschodniej.
Współcześnie (w roku 2020) za grupę siostrzaną szeroko ujmowanego rodzaju Silene uznawana jest para rodzajów smółka Viscaria i Atocion. Bardziej bazalną pozycję w obrębie plemienia zajmują petrokoptis Petrocoptis i słonecznica Heliosperma oraz kąkol Agrostemma i Eudianthe. Relacje między tymi rodzajami są wciąż określane jako niepewnie rozpoznane, różnie przedstawiane w zależności od stosowanych metod. W obrębie rodzaju Silene wyróżniane są trzy podstawowe klady klasyfikowane jako podrodzaje. Pozycję bazalną zajmuje podrodzaj Lychnis sekcją Lychnis odpowiadającą dawniej wyróżnianemu rodzajowi firletka Lychnis. Do tego podrodzaju należy też sekcja Uebelinia, dawniej wyodrębniana w randze odrębnego rodzaju. Pozostałe dwa podrodzaje to Behenantha i Silene. Do pierwszego należy ok. 18 sekcji i liczne gatunki i grupy Incertae sedis. Zagnieżdżone w randze sekcji są tu m.in. Cucubalus i Melandrium (w klasyfikacjach XX wieku często wyodrębniane jako osobne rodzaje). W podrodzaju Silene wyróżnia się 12 sekcji i także liczne gatunki i grupy Incertae sedis.
Wykaz gatunków

## Zastosowanie

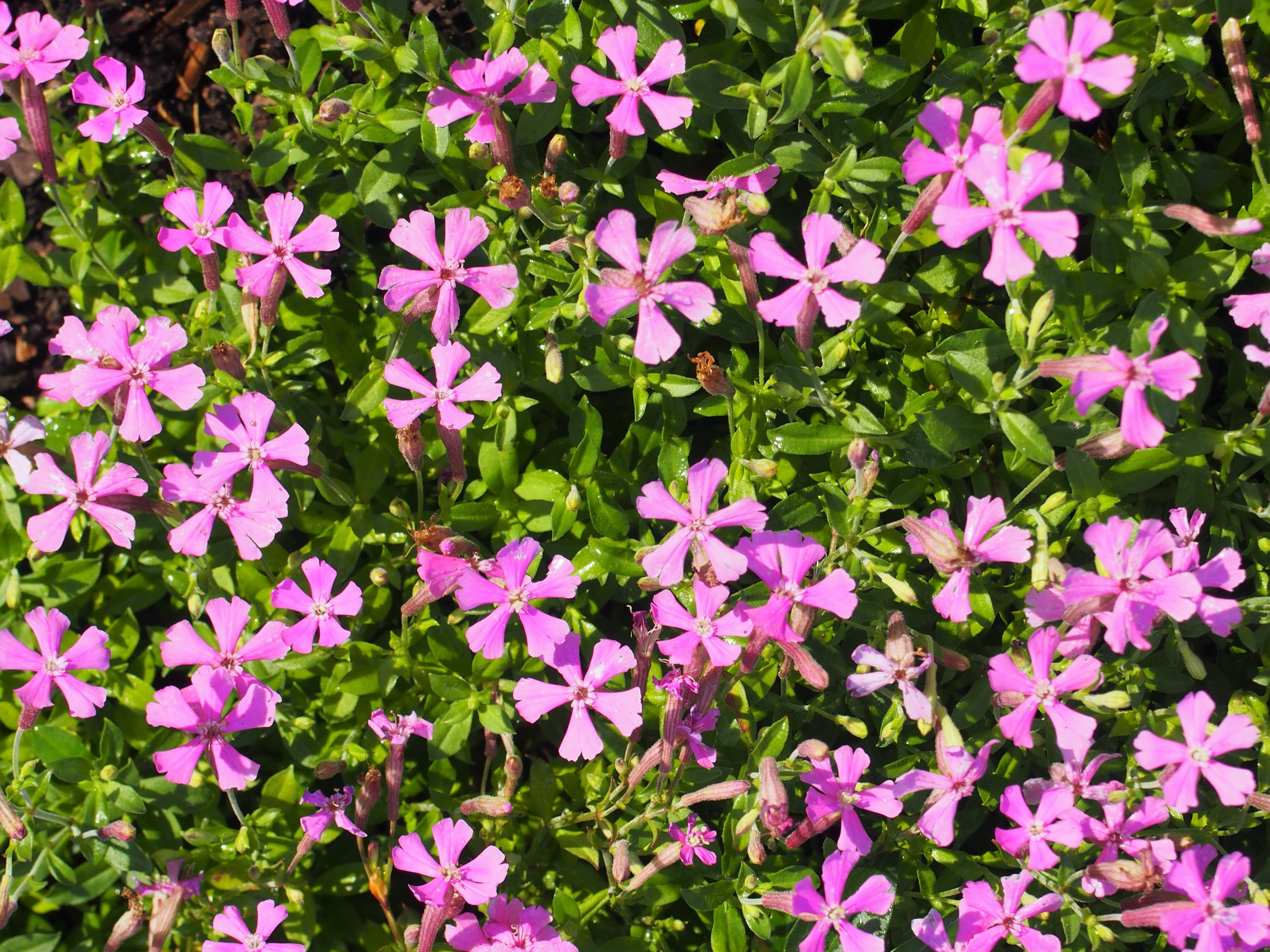
Lepnica kaukaska

Wiele gatunków, zarówno rocznych, jak i bylin, jest uprawianych jako rośliny ozdobne
:
- lepnica baldaszkowa Silene armena Boiss.
- lepnica barwna Silene colorata Poir.
- lepnica brunatnawa Silene fuscata Link.
- lepnica czerwonawa Silene rubella L.
- lepnica dynarska Silene dinarica Spreng.
- lepnica dzwonkowa Silene campanula Pers.
- lepnica gwiazdkowata Silene stellata (L.) Coyte
- lepnica karolińska Silene caroliniana Walter
- lepnica kaukaska, l. Schafta Silene schafta J.G.Gmel. ex Hohen.
- lepnica krzewiasta Silene fruticosa L.
- lepnica macierzankolistna Silene thymifolia Sibth. et Sm.
- lepnica miodonośna Silene mellifera Boiss. et Reut.
- lepnica najeżona Silene echinata Otth.
- lepnica orzęsiona Silene ciliata Pourr.
- lepnica pochylona Silene pendula L.
- lepnica południowa Silene italica (L.) Pers.
- lepnica południowoalpejska Silene elisabethae Jan
- lepnica przewiercieniowata Silene bupleuroides L.
- lepnica Reichenbacha Silene reichenbachii Viss.
- lepnica Roemera Silene roemeri Friv.
- lepnica rozesłana Silene spergulifolia (Willd.) M.Bieb.
- lepnica Sendtnera Silene sendtneri Boiss.
- lepnica skalnicowata Silene saxifraga L.
- lepnica stożkowata Silene conoidea L.
- lepnica szorstkawa Silene scabriflora Brot.
- lepnica wielka Silene gigantea L.
- lepnica wielołodygowa Silene multicaulis Guss.
- lepnica wirginijska Silene virginica L.
- lepnica zamknięta Silene inaperta L.
- lepnica zielonkawa Silene viridiflora L.
- lepnica Zawadzkiego Silene zawadzkii Herbich
- lepnica żółknąca Silene flavescens Waldst. & Kit.

Gatunki uprawne tradycyjnie uznawane za lepnice, współcześnie klasyfikowane do innych rodzajów:
- lepnica alpejska Silene alpestris Jacq. ≡ słonecznica alpejska Heliosperma alpestre (Jacq.) Rchb.
- lepnica baldaszkowa, l. zawciągowata Silene armeria L. ≡ Atocion armeria (L.) Raf.
- lepnica gwiazdkowa Silene asterias Griseb. ≡ Viscaria asterias (Griseb.) Frajman
- lepnica skalna Silene rupestris L. ≡ Atocion rupestre (L.) Oxelman
- lepnica szkarłatna Silene coeli-rosa (L.) Gordon) ≡ Eudianthe coeli-rosa (L.) Fenzl ex Endl.
- lepnica zwarta Silene compacta Fisch. ex Hornem. ≡ Atocion compactum (Fisch. ex Hornem.) Tzvelev